# カンピ・サレンティーナ
カンピ・サレンティーナ（イタリア語: Campi Salentina）は、イタリア共和国プッリャ州レッチェ県にある、人口約1万人の基礎自治体（コムーネ）。

## 地理

### 位置・広がり

#### 隣接コムーネ
隣接するコムーネは以下の通り。括弧内のBRはブリンディジ県 所属を示す。
- チェッリーノ・サン・マルコ (BR)
- グアニャーノ
- ノーヴォリ
- サリーチェ・サレンティーノ
- スクインツァーノ
- トレプッツィ
- ヴェーリエ